# Пьяница (фильм, 2026)
«Пьяница» (англ. Day Drinker) — будущий американский экшн-триллер, режиссёра Марка Уэбба по сценарию Зака Дина. Главные роли в фильме исполнят Джонни Депп и Пенелопа Крус.

## Сюжет
Бармен на круизном лайнере знакомится с таинственным любителем дневных напитков, после чего они неожиданно оказываются втянутыми в преступную схему.

## В ролях
- Джонни Депп — Келли
- Пенелопа Крус — Кара Лауццана
- Мэделин Клайн — Лорна
- Ману Риос
- Арон Пайпер

## Производство
В октябре 2024 года стало известно, что в разработке находится экшн-триллер режиссёра Марка Уэбба по сценарию Зака Дина с Джонни Деппом и Пенелопой Крус в главных ролях. Права на прокат фильма принадлежат компании Lionsgate. В феврале 2025 года к актёрскому составу присоединилась Мэделин Клайн. Ранее сообщалось, что на эту роль претендует Сидни Суини. В апреле 2025 года к актёрскому составу присоединились Ману Риос, Арон Пайпер, Хуан Диего Ботто и Аника Бойл.
Основные съемки начались 14 апреля 2025 года в Испании. Среди мест съёмок на острове Тенерифе — Аудиторио де Тенерифе в Санта-Крус. Ранее съёмки должны были начаться в феврале 2025 года.